# Дарко Тасевски
Дарко Тасевски (на македонска литературна норма: Дарко Тасевски) е футболист, национал на Северна Македония, който има и българско гражданство. Висок е 184 cm и тежи 78 kg. За младежкия националнен отбор на Северна Македония има 20 мача и 2 гола. Записал е 34 мача с А отбора на Северна Македония.
Играе като атакуващ халф.

## Кратка биография
Роден е на 20 май 1984 година в град Скопие, тогавашна Югославия. Състезава се за отборите на Цементарица и Вардар от Скопие, преди качествата му да бъдат забелязани от спортни мениджъри, и скоро е продаден в украинския тим Металург (Запорожие). През 2007 година преминава от Металург (Запорожие) в Левски (София) със свободен трансфер. От първия си сезон в Левски ще играе с фланелка номер 22. През ноември 2007 година се сдобива с българско гражданство на основание български произход. Първия си гол с екипа на Левски, Тасевски отбеляза срещу отбора на Литекс (Ловеч). Тасевски става един от най-важните играчи на Левски. През 2010/11 записва немалко асистенции, а заедно с Гара Дембеле са един от най-добрите тандеми в българското първенство. На следващия сезон формата на Тасевски пада и той губи титулярното си място. От лятото на 2012 играе в израелския Апоел Ирони.
Женен е за Ромина Андонова.

## Статистика по сезони
| Отбор                    | Сезон   | Шампионат | Шампионат | Нац. купа | Нац. купа | Евротурнири | Евротурнири | Общо | Общо |
| Отбор                    | Сезон   | М         | Г         | М         | Г         | М           | Г           | М    | Г    |
| ------------------------ | ------- | --------- | --------- | --------- | --------- | ----------- | ----------- | ---- | ---- |
| Цементарница 55 (Скопие) | 2002-03 | 24        | 1         | –         | –         | –           | -           | 24   | 1    |
| Вардар (Скопие)          | 2003-04 | 26        | 2         | –         | –         | –           | -           | 26   | 2    |
| Вардар (Скопие)          | 2004-05 | 31        | 5         | –         | –         | –           | -           | 31   | 5    |
| Металург (Запорожие)     | 2005-06 | 20        | 1         | –         | –         | –           | -           | 20   | 1    |
| Металург (Запорожие)     | 2006-07 | 13        | 0         | –         | –         | –           | -           | 13   | 0    |
| Левски (София)           | 2007-08 | 27        | 4         | 3         | 0         | 1           | 0           | 31   | 4    |
| Левски (София)           | 2008-09 | 23        | 6         | 4         | 1         | 3           | 0           | 30   | 7    |
| Левски (София)           | 2009-10 | 15        | 3         | 1         | 0         | 9           | 1           | 25   | 4    |
| Левски (София)           | 2010-11 | 23        | 4         | 2         | 0         | 10          | 0           | 35   | 4    |
| Левски (София)           | 2011-12 | 20        | 4         | 2         | 0         | 1           | 0           | 23   | 4    |

Последна актуализация: 31 май 2012